# Elis Wiklund
Elis Wiklund (12. prosince 1909, Ullånger – 15. března 1982, Sollefteå) byl švédský běžec na lyžích, specialista na dlouhé tratě.
Na olympijských hrách v Garmisch-Partenkirchenu roku 1936 vyhrál závod na 50 kilometrů. Ze stejné trati má též titul mistra světa z roku 1934. Dvakrát se rovněž stal mistrem Švédska, jednou na třicetikilometrové (1938) a jednou na padesátikilometrové trati (1941). Byl též hráčem na akordeon a roku 1936 vydal i dlouhohrající desku. Po válce krátce trénoval ve Švýcarsku, poté si otevřel obchod se sportovními potřebami ve městě Sollefteå a nakonec továrnu na výrobu vosku na lyže. Spisovatel Karl-Erik Johansson ho učinil hrdinou svého románu Hjältedrömmen (Hrdinův sen).